# جويس بورتر
جويس بورتر (بالإنجليزية: Joyce Porter)‏ (مواليد 28 مارس 1924، تشيشير في المملكة المتحدة - توفيت 9 ديسمبر 1990)، هي روائية بريطانية. درست في كلية الملك في لندن.

## روابط خارجية
- جويس بورتر على موقع IMDb (الإنجليزية)